# ГЕС Авіньйон
ГЕС Авіньйон (фр. barrage et centrale de Avignon) — гідроелектростанція на південному сході Франції. Входить до складу каскаду на річці Рона, знаходячись між ГЕС Кадерусс (вище по течії) та Бокер.
ГЕС Авіньйон споруджена за схемою, подібною до більшості станцій французької частини каскаду — гребля, яка відводить потік води до каналу з русловим машинним залом. Проте вона має і певну особливість, оскільки в районі Авіньйону річка ділиться не на дві, а на три протоки. У лівій із них працює ГЕС Совтерр, тоді як дві інші зайняті описаною вище схемою станції Авіньйон. Для роботи останньої біля правого берега Рони звели греблю Villeneuve із п'яти водопропускних шлюзів, тоді як в центральній протоці розташований машинний зал, а праворуч від нього облаштований судноплавний шлюз.
Зал обладнаний чотирма бульбовими турбінами загальною потужністю 124 МВт, які при напорі у 9,5 метрів забезпечують виробництво 0,6 млрд кВт·год електроенергії на рік.